# Bend

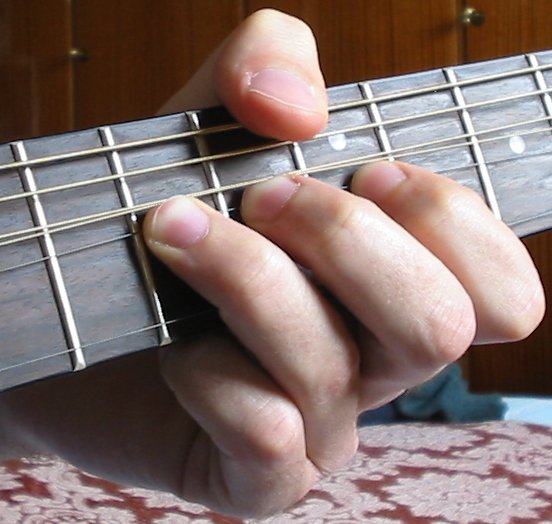
Figura 1. Bending en guitarra.

Bend es una técnica de guitarra y bajo que consiste en tocar una cuerda y, después de que suene el inicio de esa nota, estirar la cuerda hacia arriba o abajo y mantenerla para obtener una nota más aguda. Es una técnica muy usada en el blues y en todos los estilos que derivan de él como el rock. Sin embargo, al contrario que en el blues, que se usa en toda la canción, en los demás estilos ha quedado relegada a técnica a usar en los solos. Forma, junto con el vibrato y el slide, la familia de las técnicas expresivas o "de feeling", por el sentimiento que aportan a la canción; en contraposición a técnicas de ejecución como el hammer-on, pull-off, alternative picking, etc., que sirven para tocar mejor o más rápido, pero no aportan "significado" a la canción.

Figura 2. Ejecución de un bending.

## Otros tipos debend
- Pre-Bend: Consiste en doblar la cuerda sin haberla tocado. Es el paso previo al Reverse bend.
- Reverse bend o Release bend: Después de hacer un Pre-Bending, se va soltando la cuerda hasta que recupera su tono original.
- Smear: Consiste en un bend rápido y de poca amplitud. Se usa en solos veloces para dar variedad de sonidos, ya que no ofrece el sentimiento de un auténtico bend, pero lo compensa sirviendo en piezas rápidas.